# Науменко Іван Іларіонович
Іва́н Іларіо́нович Нау́менко (3 липня 1938, с. Ошитки — 30 березня 2008, м. Рівне) — український науковець, доктор технічних наук, професор, заслужений діяч науки і техніки України; дійсний член Академії будівництва України, відділення «Гідротехнічне будівництво і екологія навколишнього середовища».

## Біографічні відомості
Народився 3 липня 1938 року в селі Ошитки Вищедубечанського району Київської області. У 1961 році закінчив гідромеліоративний факультет Український інститут інженерів водного господарства. Після закінчення інституту працював інженером виробничого відділу БМУ—4 «Кримводбуд» на будівництві Північнокримського каналу.
У 1964 році повертається до університету, спочатку був аспірантом, згодом — асистентом, доцентом кафедри гідравліки. З 1979 року очолив кафедру гідравліки, якою завідував до останнього дня.

## Наукові дослідження
Іван Науменко — засновник наукової школи. Підготував вісім кандидатів наук.
Основні напрямки наукової діяльності:
- надійність водогосподарських об'єктів;
- стохастичні методи в гідравліці;
- гідравліка водогосподарських об'єктів зі змінними витратами уздовж течії.

Науменко розробив та обґрунтував методи оцінки та підвищення надійності споруд зрошувальних систем, математичні моделі оцінки надійності подачі води на зрошувальну систему, обґрунтував необхідні рівні надійності насосних станцій та математичні моделі подачі води насосними станціями зрошуваних систем, удосконалив методику оцінки розмивальної здатності потоку.
Запропонував методику та аналітичні залежності розрахунку параметрів дренажу осушувально-зволожувальних систем, яка враховує допустиму варіацію норм осушення між дренами та уздовж дрен, варіацію параметрів, що впливають на віддаль між дренами, довірчі імовірності параметрів.

## Праці
Автор 180 наукових і науково-методичних праць, двох підручників — «Технічна механіка рідини і газу» та «Гідравліка», чотири навчальних посібники, монографія.

## Відзнаки і нагороди
За заслуги у вищій освіті, сприяння впровадженню наукових розробок у виробництво, вчений був нагороджений нагрудним значком «За отличные успехи в работе», почесною відзнакою Держводгоспу, Почесною грамотою Верховної Ради України.